# Il Nano (personaggio)
(Il Nano)
Il Nano (The Man from Another Place) è un personaggio immaginario della serie televisiva statunitense I segreti di Twin Peaks, creata da Mark Frost e David Lynch.
È interpretato da Michael J. Anderson.
È una creatura soprannaturale che appare nei sogni dell'agente Cooper, fornendogli una serie di tracce esoteriche che si riveleranno utili nel determinare l'identità dell'assassino di Laura Palmer.

## Biografia del personaggio

### Antefatti
Il Nano ebbe apparentemente origine dopo l'epifania religiosa di MIKE, che, per liberarsi dal tatuaggio recante la scritta "Fuoco cammina con me", simbolo della sua natura malvagia, si asportò l'intero braccio sinistro. In quanto seconda metà dello spirito possessore, il Nano ne divenne il primario alleato nella crociata volta a fermare l'ex-compagno di scorribande, BOB, dal compiere un maggior numero di atrocità.
La prima apparizione cronologica del Nano avviene nel 1988, nel momento in cui l'agente Philip Jeffries riappare negli uffici dell'FBI di Filadelfia dopo essere stato dato per disperso da due anni, rivelando a Cooper, Gordon Cole e Albert Rosenfield di essere stato intrappolato in un incubo per tutta la durata della sua sparizione; nelle immagini mostrate durante il racconto dell'uomo si vedono La signora Chalfont, suo nipote Pierre, Il Nano e BOB radunati in una stanza assieme ad altri spiriti della Loggia Nera intenti in una sorta di cerimonia. Prima che il racconto termini tuttavia, Jeffries sparisce nuovamente nel nulla.
Successivamente, Cooper viene mandato a investigare sulla scomparsa di un altro agente, Chester Desmond, ma l'unico indizio che rinviene è la scritta "Let's Rock" sul parabrezza dell'auto dello scomparso.
Un anno dopo, nel febbraio 1989, Laura Palmer cominciò ad avere strani sogni divinatori volti a metterla in guardia sulla presenza di BOB nell'animo di suo padre Leland; in uno di questi sogni la ragazza si trovò all'interno della Loggia Nera assieme a Cooper e il Nano, il quale le porse un anello che il federale le intimò di rifiutare. Al suo risveglio l'anello era scomparso.
La notte del 23 febbraio, giorno prestabilito da BOB per impossessarsi del corpo della giovane, MIKE irrompe durante la cerimonia, dando la possibilità a Laura di indossare l'anello. Laura, la quale poteva aver intuito cosa sarebbe successo se lo avesse indossato attraverso i sogni divinatori, si fa perciò uccidere da BOB, evitando che egli si impossessasse di lei.
Dopo la morte della giovane, BOB, rientra alla Loggia Nera e viene obbligato da MIKE e dal Nano a dar loro la garmonbozia; per l'occasione i due tornano nuovamente un tutt'uno posizionando la mano destra del Nano sul moncherino della spalla sinistra di MIKE.

### NeI segreti di Twin Peaks
La prima apparizione del Nano nella serie avviene in un sogno di Cooper dopo che MIKE gli recita la misteriosa filastrocca ricorrente tra gli spiriti della Loggia:
Cooper si vede 25 anni più anziano seduto nella sala d'attesa della Loggia ed il Nano gli si presenta proprio dicendo "Let's Rock", gli dice frasi apparentemente senza senso ma in realtà fonte di indizi, e poi si mette a ballare. Nella stanza è presente anche lo spirito di Laura Palmer, che il Nano introduce come "sua cugina", la quale bacia Cooper e gli rivela il nome del suo assassino, sebbene al risveglio questi è incapace di ricordarselo.
Dopo l'arresto e la conseguente morte di Leland, che porta BOB a rifugiarsi tra i boschi di Twin Peaks, il Nano riappare al momento della morte di Josie in una sorta di allucinazione di Cooper, compie una breve danza sopra il letto in cui giace il cadavere della donna per poi scomparire nel nulla e far spazio al manifestarsi del volto minaccioso di BOB.
Alla fine della seconda stagione, nel momento in cui Cooper entra nella Loggia all'inseguimento di Windom Earle, reo del rapimento di Annie Blackburn, il Nano compare nella sala d'attesa al fianco del Gigante e, dopo che l'ospite umano di questi ha servito il caffè all'agente federale i due spiriti lo guardano ed affermano «Uno e lo stesso».
Successivamente girando in tondo per la Loggia Cooper si imbatte nuovamente nel Nano, il quale si mette a ballare e lo ammonisce della presenza dei doppelgänger.

### InTwin Peaks(2017)
Nella terza stagione, il Nano appare sotto forma di un albero con in cima un cervello, in quanto sia lui che il suo doppio si sono evoluti in tale forma.

## Caratterizzazione
Il Nano è un'entità demoniaca residente nella Loggia Nera che ha l'aspetto di un uomo affetto da nanismo, brizzolato e vestito con un completo rosso sgargiante e degli stivaletti da cowboy marroni. Lo spirito ammonitore fa costantemente sfoggio di una jazz dance in stile anni quaranta volta a fornire indizi chiarificatori a Cooper. Tali movenze vengono poi ripetute nella serie da numerosi altri personaggi.
Molto si è speculato sulle reali motivazioni del Nano, in quanto poco chiare e contrastanti: durante la serie infatti aiuta Cooper, tramite indizi, a trovare l'assassino di Laura Palmer, BOB. Tuttavia in Fuoco cammina con me lo si vede stringere un patto con quest'ultimo: essendo il Nano uno spirito di minor potere a causa della sua scissione con MIKE, e non potendo perciò procurarsi da solo la garmonbozia, dona a BOB un anello verde; la persona che indosserà l'anello dovrà essere uccisa per mano di BOB, e la garmonbozia derivante sarà di proprietà del Nano. È perciò egli stesso a "commissionare" l'omicidio di Teresa Banks e Laura Palmer.
Non è quindi possibile classificare le motivazioni del Nano come "bene" o "male" a causa della natura non umana del personaggio.
Sempre nel film prequel, il Nano si rivolge a Cooper dicendo «Sai cosa stai guardando? Io sono il braccio, e faccio questo suono.» emettendo in seguito un verso da indiano con la mano destra sulla bocca; tale affermazione sembra indicare che lo spirito nacque dalla rimozione da parte di MIKE del suo stesso braccio sinistro, atto volto a purificarsi dalla sua parte malvagia.

### Parlata al rovescio
La caratteristica principale del Nano è la strana cadenza vocale dei suoi dialoghi, ottenuta facendo parlare Anderson all'interno di un registratore, riavvolgendo il nastro, facendo leggere all'attore la registrazione generata, registrandolo ed in seguito riavvolgendolo nuovamente nella normale direzione generando l'effetto bizzarro desiderato da Lynch per differenziare la Loggia Nera ed i sogni di Cooper dalla realtà.
Sebbene in realtà tutti gli spiriti della Loggia parlino in tale maniera, il Nano è quello col maggior numero di battute poiché da giovane Anderson svolse degli studi per parlare al contrario col gruppo di teatro del liceo e, sebbene al momento del casting Lynch non ne fosse al corrente, dopo averlo scoperto modificò i dialoghi al contrario in programma per il personaggio di modo da renderli più elaborati.